# XXII Premis de la Unión de Actores
La XXII edició dels Premis de la Unión de Actores, corresponents a l'any 2012, concedits pel sindicat d'actors Unión de Actores y Actrices, va tenir lloc el 3 de juny de 2013 al Teatro Arteria Coliseum. després de ser ajornada "per motius aliens a l'organització", ja que la cerimònia estava prevista per al passat 8 d'abril. Fou patrocinada per la Fundación Autor-SGAE i la Fundación AISGE. La gala fou dirigida per Juan Cavestany, del grup Animalario, amb suport d'actors com Javier Botet y Raúl Jiménez i el monologuista Ignatius Farray. També hi va actuar en directe el grup Los Malditos Mojarras. Hi van rebre actrius consagrades com Julieta Serrano, Concha Velasco, Amparo Baró, Asunción Balaguer, Blanca Portillo, Maribel Verdú i Mariví Bilbao.

## Candidatures

### Premi a Tota una vida
- Julieta Serrano

### Premi Especial
- Antonio Malonda (Escuela Bululú)

### Menció d'Honor Mujeres en Unión
- Ada Colau

### Cinema

#### Millor actriu protagonista
| Actriu         | Pel·lícula             | Resultat   |
| -------------- | ---------------------- | ---------- |
| Sonia Almarcha | Orson West             | Nominada   |
| Aida Folch     | El artista y la modelo | Nominada   |
| Maribel Verdú  | Blancanieves           | Guanyadora |

#### Millor actor protagonista
| Actor                | Pel·lícula   | Resultat  |
| -------------------- | ------------ | --------- |
| Daniel Giménez Cacho | Blancanieves | Nominat   |
| Antonio de la Torre  | Grupo 7      | Guanyador |
| Luis Tosar           | Operación E  | Nominat   |

#### Millor actriu secundària
| Actriu         | Pel·lícula               | Resultat   |
| -------------- | ------------------------ | ---------- |
| Chus Lampreave | El artista y la modelo   | Nominada   |
| Ángela Molina  | Blancanieves             | Nominada   |
| Candela Peña   | Una pistola en cada mano | Guanyadora |

#### Millor actor secundari
| Actor            | Pel·lícula                   | Resultat  |
| ---------------- | ---------------------------- | --------- |
| Víctor Clavijo   | Holmes & Watson. Madrid Days | Nominat   |
| Eduard Fernández | Una pistola en cada mano     | Nominat   |
| Julián Villagrán | Grupo 7                      | Guanyador |

#### Millor actriu de repartiment
| Actriu      | Pel·lícula   | Resultat   |
| ----------- | ------------ | ---------- |
| Amparo Baró | Maktub       | Guanyadora |
| Inma Cuesta | Blancanieves | Nominada   |
| Goya Toledo | Maktub       | Nominada   |

#### Millor actor de repartiment
| Actor           | Pel·lícula   | Resultat |
| --------------- | ------------ | -------- |
| Ramón Barea     | Blancanieves | Nominat  |
| Pere Ponce      | Blancanieves | Nominat  |
| Alfonso Sánchez | Grupo 7      | Nominat  |

#### Millor actriu revelació
| Actriu               | Pel·lícula, sèrie o obra     | Resultat   |
| -------------------- | ---------------------------- | ---------- |
| Carmina Barrios      | Carmina o revienta           | Nominada   |
| Aránzazu Garrástazul | 12+1, una comedia metafísica | Nominada   |
| Elena Rayos          | Farsas y églogas             | Guanyadora |

#### Millor actor revelació
| Actor            | Pel·lícula, sèrie o obra | Resultat  |
| ---------------- | ------------------------ | --------- |
| Álex García      | Entre esquelas           | Guanyador |
| Andoni Hernández | Maktub                   | Nominat   |
| Fran Nortes      | Frágiles                 | Nominat   |

### Televisió

#### Millor actriu protagonista
| Actriu          | Sèrie de televisió        | Resultat   |
| --------------- | ------------------------- | ---------- |
| Michelle Jenner | Isabel                    | Nominada   |
| Itziar Miranda  | Amar en tiempos revueltos | Nominada   |
| Adriana Ozores  | Gran Hotel                | Guanyadora |

#### Millor actor protagonista
| Actor               | Sèrie de televisió | Resultat  |
| ------------------- | ------------------ | --------- |
| Pablo Derqui        | Isabel             | Nominat   |
| Roberto Enríquez    | Hispania           | Guanyador |
| Ginés García Millán | Isabel             | Nominat   |

#### Millor actriu secundària
| Actriu         | Sèrie de televisió | Resultat   |
| -------------- | ------------------ | ---------- |
| Bárbara Lennie | Isabel             | Nominada   |
| Luz Valdenebro | Gran Hotel         | Nominada   |
| Concha Velasco | Gran Hotel         | Guanyadora |

#### Millor actor secundari
| Actor                 | Sèrie de televisió        | Resultat  |
| --------------------- | ------------------------- | --------- |
| Pedro Casablanc       | Isabel                    | Guanyador |
| Juan Gea              | Amar en tiempos revueltos | Nominat   |
| Sergio Peris-Mencheta | Isabel                    | Nominat   |

#### Millor actriu de repartiment
| Actriu        | Sèrie de televisió | Resultat   |
| ------------- | ------------------ | ---------- |
| Mariví Bilbao | La que se avecina  | Guanyadora |
| Luisa Martín  | Frágiles           | Nominada   |
| Clara Sanchis | Isabel             | Nominada   |

#### Millor actor de repartiment
| Actor           | Sèrie de televisió        | Resultat  |
| --------------- | ------------------------- | --------- |
| Joaquín Climent | Amar en tiempos revueltos | Guanyador |
| Paco Manzanedo  | La fuga                   | Nominat   |
| Canco Rodríguez | Aída                      | Nominat   |

### Teatre

#### Millor actriu protagonista
| Actriu          | Muntatge                  | Resultat   |
| --------------- | ------------------------- | ---------- |
| Amparo Baró     | Agosto (Condado de Osage) | Nominada   |
| Vicky Peña      | El diccionario            | Nominada   |
| Blanca Portillo | La vida es sueño          | Guanyadora |

#### Millor actor protagonista
| Actor            | Muntatge                         | Resultat  |
| ---------------- | -------------------------------- | --------- |
| Juan Diego Botto | Un trozo invisible de este mundo | Nominat   |
| Carlos Hipólito  | Follies                          | Guanyador |
| Alberto San Juan | Hamlet                           | Nominat   |

#### Millor actriu secundària
| Actriu         | Muntatge                            | Resultat   |
| -------------- | ----------------------------------- | ---------- |
| Malena Alterio | Los hijos se han dormido            | Guanyadora |
| Inma Cuevas    | Los últimos días de Judas Iscariote | Nominada   |
| Marta Poveda   | La vida es sueño                    | Nominada   |

#### Millor actor secundari
| Actor            | Muntatge                            | Resultat  |
| ---------------- | ----------------------------------- | --------- |
| Alberto Amarilla | Lúcido                              | Nominat   |
| Alberto Berzal   | Los últimos días de Judas Iscariote | Guanyador |
| Germán Torres    | Iván-Off                            | Guanyador |

#### Millor actriu de repartiment
| Actriu            | Muntatge | Resultat   |
| ----------------- | -------- | ---------- |
| Asunción Balaguer | Follies  | Guanyadora |
| Rocío Calvo       | Iván-Off | Nominada   |
| Ana Villa         | Hamlet   | Nominada   |

#### Millor actor de repartiment
| Actor            | Muntatge                            | Resultat  |
| ---------------- | ----------------------------------- | --------- |
| Israel Frías     | Los últimos días de Judas Iscariote | Nominat   |
| Alberto Iglesias | De ratones y hombres                | Guanyador |
| Ángel Ruiz       | Follies                             | Nominat   |